# Jozef Pribilinec
Jozef Pribilinec (ur. 6 czerwca 1960 w Kopernicy) – słowacki chodziarz, medalista igrzysk olimpijskich z Seulu oraz olimpijczyk z Moskwy, mistrzostw świata i Europy.
W latach 80. czołowy chodziarz świata. Wszystkie medale zdobył startując w barwach Czechosłowacji:
- srebrny medal Mistrzostw Europy w Lekkoatletyce (Ateny 1982)
- srebro Mistrzostw Świata w Lekkoatletyce (Helsinki 1983)
- 1. miejsce w Pucharze Świata w Chodzie (Bergen 1983)
- złoty medal podczas Mistrzostw Europy w Lekkoatletyce (Stuttgart 1986)
- złoto Halowych Mistrzostw Europy w Lekkoatletyce (Liévin 1987)
- srebrny medal na Halowych Mistrzostwach Świata w Lekkoatletyce (Indianapolis 1987) – przegrał złoty medal z reprezentantem ZSRR Michaiłem Szczennikowem o 0,01 s.
- srebro Mistrzostw Świata w Lekkoatletyce (Rzym 1987)
- złoty medal Halowych Mistrzostw Europy w Lekkoatletyce (Budapeszt 1988)
- złoto podczas Igrzysk Olimpijskich (Seul 1988)

Swój rekord życiowy w chodzie na 20 km ustanowił 24 września 1983 podczas zawodów Pucharu Świata w norweskim Bergen. Wynik 1:19:30 był rekordem świata aż do 5 maja 1987, kiedy to poprawił go Meksykanin Carlos Mercenario.